# Milan Šebesta (1936)
Milan Šebesta (* 1936) je bývalý český fotbalista. V sezóně 1982/83 byl asistentem Zdeňka Šajera v ŽD Bohumín.

## Fotbalová kariéra
V československé lize hrál za Baník Ostrava. Nastoupil v 5 ligových utkáních, gól v lize nedal.

## Ligová bilance
| Ročník                                   | Zápasy | Góly | Klub          |
| ---------------------------------------- | ------ | ---- | ------------- |
| 1. československá fotbalová liga 1959/60 | 1      | 0    | Baník Ostrava |
| 1. československá fotbalová liga 1960/61 | 4      | 0    | Baník Ostrava |
| CELKEM 1. liga                           | 5      | 0    |               |